# Lujuria (banda)
Lujuria es un grupo de heavy metal en castellano de Castilla y León formado en 1990 por cinco segovianos, consideran su estilo como Heavy Erotic Metal.
La mayoría de sus letras hablan de sexo, a veces en serio y a veces con tono humorístico, pero que no les ha impedido implicarse con toda clase de causas sociales.
Se comprometieron con la "Asociación de Asistencia a Víctimas de Agresiones Sexuales y Malos Tratos" cuando editaron el sencillo "Espinas en el Corazón". Donaron todos los derechos de autor de este sencillo para demostrar que lo habían compuesto sin ningún ánimo de lucro. Se editaron pocos ejemplares de este sencillo pero ante la oleada masiva de compras decidieron editar un tiraje más largo del mismo.

## Historia
El grupo se formó en 1990 en la ciudad de Segovia como una banda que fusionaría textos sexuales y música heavy metal. Bajo el nombre de Lujuria, y procedentes algunos de sus miembros de otras bandas segovianas como TYC, Dotación Z o Ácido, tras algunos cambios iniciales, se consolidaría en 1990 la formación con Óscar Sancho como vocalista, Jesús Sanz “Chepas” a la guitarra rítmica, Julio Herranz “Julito” como guitarra solista, Javier Gallardo al bajo y César Frutos “El Oso” a la batería. Tras una primera maqueta roquera, su tercera maqueta, Estrellas del Porno, marcará la temática principal en la que el grupo ahondará en todos sus discos, además de permitirles actuar en el emotivo concierto homenaje a La Abuela Roquera, la abuela Ángeles, en la mítica sala Canciller de Madrid junto a bandas consagradas del rock duro español, llamando a su estilo Heavy Erotic Metal.
En 1995 se embarcan en la grabación de su primer LP, Cuentos para mayores, totalmente autoproducido y editado bajo la distribuidora BOA. Con sus letras erótico-festivas y su combinación de heavy metal y rock and roll, temas como «La costilla de Adán» o «Estrella del porno» les dan a conocer en el panorama roquero de España, extendiendo sus directos más allá de su Segovia natal. De la mano de Txus di Fellatio, batería de Mägo de Oz, entran en contacto con la discográfica Locomotive, una joven compañía que empezaba a apostar fuerte por el heavy metal nacional, con la que se les ofrece grabar su segundo trabajo. De esta manera se edita en 1997 República Popular del Coito, en la línea de su anterior disco, pero grabado y apoyado por mejores medios, lo que repercute de manera positiva en que la banda continúe ganando terreno y actuando en cada vez mayor número de lugares, gracias en parte a la entrada de los hermanos Sanz Vallés como representantes del grupo, motivando su posterior inclusión en la agencia de management Alacrán Producciones.
Su gira Sex On Tour da paso a la preparación de su tercer trabajo, consolidados en Locomotive, para el cual se plantean la inclusión de nuevas armonías e instrumentos con los que enriquecer el sonido del grupo. Sin embargo, en medio de este proceso, sufren el robo de todos sus instrumentos, lo que supone a la formación segoviana el golpe más duro de su carrera, llegando incluso a plantearse abandonar el proyecto. Por fortuna recuperan el material, pero la grabación del nuevo disco se les echa encima, con lo que se embarcan de nuevo en los estudios Box de Madrid para dar forma en 1999 a Sin parar de pecar, un álbum con un carácter más marcado por el heavy metal, pero en el que quizás las premuras de tiempo y los contratiempos anteriores motivan que el resultado no refleje los planteamientos realmente esperados. Con temas como «Sperman», «Corazón de heavy metal» o el clásico de Obús «Vamos muy bien», la banda emprende una nueva gira, De Cama En Cama Tour, que les conduce por todos los rincones del país. Intervienen en el tributo nacional a Iron Maiden, Transilvania 666, y culminan la gira con una exitosa actuación en el Rock Machina 2000.
En 2001, con la incorporación de Nuria de la Cruz (Lilith) a los teclados, la banda graba su cuarto LP, Enemigos de la Castidad, sin duda el disco más maduro y trabajado, enraizado en un heavy metal más evolucionado donde las composiciones de El Oso se conjugan con los mordaces textos de Óscar, ahondando en nuevas melodías y temas más elaborados como «Cinturón de castidad», «Carne de cañón» o «María Martillo», además del homenaje a Barón Rojo con la versión de «Larga vida al rock’n’roll». El disco supone el salto definitivo para la banda, llegándose a editar en Hispanoamérica, y llevándoles en 2002 a una gira que les consagra de manos de un directo provocativo.
Al año siguiente se publica El poder del deseo, con nuevos himnos como «Dejad que los niños se acerquen a mi», «Sólo son rosas», la versión de «Traidor» de Muro o la ya mítica «Joda a quien joda». Ese mismo año sale también el DVD 10 años por el puto rock and roll, que recoge la trayectoria del grupo en este tiempo, vídeoclips, anécdotas,...
Estamos ya en 2005 cuando Lujuria sacan su sexto disco, Únete al escuadrón, un doble CD grabado en directo en la sala Aqualung de Madrid el 1 de abril, junto a su versión en DVD Por el puto rock and roll. Este disco recoge todos los éxitos de la banda grabado con una sala llena y siendo el público partícipe de este nuevo álbum y donde la banda debuta por primera vez como discográfica. Además, lanzan un sencillo junto con otros grupos, «Espinas en el corazón», que dedicó todos sus beneficios a la Asociación de asistencia a víctimas de agresiones sexuales y malos tratos. Para terminar, ese mismo año también sale Las maquetas, un recopilatorio de las primeras maquetas del grupo, así como un disco titulado Lo mejor de Lujuria que no fue otra cosa que la respuesta por parte de Locomotive cuando Lujuria decidió abandonar dicha compañía discográfica.
Y llegado ya 2006 el grupo lanza un disco distinto a su estilo habitual. Bajo el nombre ...Y la yesca arderá, esta vez se trata de un disco conceptual sobre la Guerra de las Comunidades de Castilla de 1521. Las letras, extraídas del poema "Los Comuneros" de Luis López Álvarez, narran la lucha de los sublevados contra el monarca con un nuevo estilo, lo cual ha causado que en algunos casos se critique al grupo por ello. El disco fue lanzado en una edición limitada en una caja de madera.
El 15 de septiembre de 2008 salió a la venta su séptimo álbum de estudio, Licantrofilia, con 11 temas nuevos, entre ellos «Qué es mejor», homenaje a Shalom, tal y como venían haciendo en discos anteriores. 
En 2010 sale a la venta Llama eterna, disco que homenajea a grandes bandas del rock español como Barricada, Goliath, Bruque, Topo, Burning, V8, Santa  o Triana.
Cabe destacar un tema inédito: «Estrella del rock», dedicado a Javier Gálvez.
En 2011, Lujuria comienza una gira de celebración del XX aniversario de la banda. En los conciertos de esta gira se hacía un repaso a los temas más importantes de Lujuria, mezclados con cortes de su último disco, La llama eterna, disco de versiones de los himnos más clásicos del heavy metal español. En el ecuador de esta gira de aniversario, se modifica el set list para los directos, y la banda regala en sus conciertos un DVD lanzado para recordar el XX aniversario de la banda, La muy ilustre y lujuriosa ciudad de Segovia, grabado en Segovia junto a invitados como Víctor de WarCry, Ángel de Tierra Santa y Cifu de Celtas Cortos. Tras terminar esta gira, Lujuria volvía al estudio para preparar el que sería su próximo trabajo de estudio, Sexurección, el 12.º de su carrera.
En este disco hay que destacar la colaboración de Leo Jiménez en «Amor y lujuria» y de Udo Dirkschneider en «Deséame como si me odiaras».
En febrero de 2018 Lujuria lanzó su sencillo homónimo adelanto del álbum Somos Belial. Además realizaron su gira “Siempre Metal, Invicto Metal” .

## Componentes
- Óscar Sancho, voz.
- Jesús Sanz, "Chepas", guitarra solista y rítmica.
- Nacho de Carlos, guitarra guitarra solista y rítmica (2015).
- Santi Hernández, bajo.
- Ricardo Mínguez, teclado electrónico (2008).
- Maikel, batería (2008).

## Antiguos componentes
- Manuel Seoane, guitarra solista.
- Javier Gallardo, bajo (1993 - 2014).[1]
- Julio Herranz, "Julito", guitarra rítmica.
- Nuria de la Cruz, teclados.
- César de Frutos, "El Oso", batería
- Fer, batería.

## Discografía

### Álbumes
- 1995: Cuentos para mayores
- 1997: República popular del coito
- 1999: Sin parar de pecar
- 2001: Enemigos de la castidad
- 2003: El poder del deseo
- 2006: ...Y la yesca arderá
- 2008: Licantrofilia
- 2010: Llama eterna
- 2012: Sexurrección
- 2015: Esta noche manda mi polla
- 2019:  Somos Belial
- 2023:  ¿Cuántos somos en total?

### Sencillos
- 2015: Esta noche manda mi polla
- 2017: Lenguaje de mi piel (Homenaje a Elkin Ramírez)
- 2025 El Amor es más fuerte